# Xã Fairview, Quận Cass, Minnesota
Xã Fairview (tiếng Anh: Fairview Township) là một xã thuộc quận Cass, tiểu bang Minnesota, Hoa Kỳ. Năm 2010, dân số của xã này là 821 người.